# Ruth Porat
Ruth Porat (Sale, 20 luglio 1957) è una manager ed economista britannica naturalizzata statunitense, CFO di Alphabet e, prima donna, della sua sussidiaria Google dal 2015.
Nel 2021 Porat è stata indicata ventesima tra le donne più potenti del mondo secondo Forbes, e la diciassettesima secondo Fortune Nel 2023 è nella sedicesima posizione della stessa classifica di Forbes, oltre che la prima in ambito tecnologico.

## Biografia
Porat nacque da una famiglia ebrea a Sale, Cheshire, Inghilterra, figlia del Dr. Dan e Frieda Porat. Sua madre è nata in Israele e suo padre si è trasferito lì da adolescente e ha combattuto nel 1948 nella sua guerra d'indipendenza.  Ruth Porat andò in giovane età a Cambridge, Massachusetts, dove suo padre era un ricercatore nel dipartimento di fisica dell'Università di Harvard. Suo padre tre anni dopo trasferì la famiglia a Palo Alto, in California, dove lavorò presso lo SLAC National Accelerator Laboratory per 26 anni. Ruth Porat ha conseguito una laurea in economia e relazioni internazionali presso la Stanford University e ha conseguito un master in relazioni industriali presso la London School of Economics e un MBA con lode presso la Wharton School dell'Università della Pennsylvania.

## Carriera

### Morgan Stanley
Porat ha iniziato la sua carriera in Morgan Stanley nel 1987 e ha lasciato nel 1993 per seguire il presidente di Morgan Stanley, Robert F. Greenhill, a Smith Barney ed è tornata a Morgan Stanley nel 1996. Prima di diventare CFO, è stata vice presidente dell'investment banking da settembre 2003 a dicembre 2009 e responsabile globale del Gruppo Financial Institutions da settembre 2006 a dicembre 2009. In precedenza è stata co-responsabile dell'investment banking tecnologico e ha lavorato per Morgan Stanley a Londra. Mentre era alla Morgan Stanley, le è stato attribuito il merito di aver creato il finanziamento del debito europeo che ha salvato Amazon dal collasso durante il crollo delle dot-com nel 2000.  Il suo partner finanziario nel periodo dell'investment banking su Internet era Mary Meeker, la madrina dei tre figli di Porat.
Durante la crisi finanziaria, Porat ha guidato il team di Morgan Stanley fornendo consulenza al Dipartimento del Tesoro degli Stati Uniti per quanto riguarda Fannie Mae e Freddie Mac e alla Federal Reserve Bank di New York per quanto riguarda AIG.  Nel film HBO del 2011 Too Big to Fail, Porat è interpretata da Jennifer van Dyck. Nel maggio 2011, ha presentato al Comitato di Bretton Woods ospitato dal Fondo Monetario Internazionale a Washington, sulla riforma post-crisi e la legislazione finanziaria, e al World Economic Forum di Davos nel 2013 sui livelli di "fiducia" all'interno e del settore finanziario.
Nel 2013, il presidente Barack Obama ha indicato  Porat tra i possibili prossimi candidati al ruolo di  vice segretario del Tesoro  Tuttavia, è stato riportato in seguito da Bloomberg News e The New York Times che Porat aveva contattato i funzionari della Casa Bianca per ritirare il suo nome dalla candidatura a causa del miglioramento delle condizioni a Morgan Stanley e del polemico processo di conferma inflitto all'allora segretario al Tesoro nominato Jack Lew.
La carriera di Porat è stata analizzata nello studio di McKinsey & Company "How Remarkable Women Lead".  È stata nominata "Best Financial Institutions CFO" in un sondaggio condotto da Institutional Investor per il suo "2014 All-America Executive Team".

### Google
Il 26 maggio 2015, Porat è diventata nuovo CFO di Google. Bloomberg Business ha riferito che il suo accordo di assunzione ammontava a 70 milioni di dollari. Le è stato attribuito il merito di aver aumentato il prezzo delle azioni di Google riorganizzando la società e imponendo la disciplina finanziaria. Per il "2018 All America Executive Team", è stata nominata "Best Internet CFO" da Institutional Investor.  Porat ha parlato al Fortune Most Powerful Women Summit a Dana Point, in California, il 19 ottobre 2016, in qualità di CFO di Alphabet Inc. e Google. In Google, oltre a Finance, Porat ha anche Business Operations, "People Ops", la funzione risorse umane di Google, Real Estate e Work Place Services che riporta a lei.

## Opinioni politiche
Porat ha sostenuto la senatrice Hillary Clinton quando si è candidata alla presidenza nel 2008, realizzando una raccolta fondi nel suo appartamento a New York City e ha fatto lo stesso nel 2016.  Nel 2011, Porat ha espresso il suo sostegno per l'aumento delle tasse sui ricchi e ha dichiarato sul tema delle significative diminuzioni della spesa che "non possiamo tagliare la nostra strada verso la grandezza".

## Vita privata
Porat è sposata con Anthony Paduano, socio dello studio legale Paduano & Weintraub, dal 1983.  Porat è sopravvissuta al cancro al seno.
Nel settembre 2015, secondo quanto riferito, Porat ha pagato 30 milioni di dollari per una casa a Palo Alto.